# Concilio di Londra
Il concilio di Londra fu un concilio della Chiesa cattolica convocato da Anselmo, arcivescovo di Canterbury, a Londra nel 1102. Questo fu il primo concilio maggiore dell'episcopato di Anselmo, poiché gli era stato proibito di convocarne uno durante il regno di Guglielmo II d'Inghilterra. Anselmo colse l'occasione per dare il via anche in Inghilterra alla riforma della chiesa, proibendo il matrimonio, il concubinato e l'ubriachezza a tutti coloro che facevano parte di ordini sacri, condannando la sodomia e la simonia e regolando l'abbigliamento clericale. Anselmo ottenne anche una risoluzione contro la tratta degli schiavi, sebbene questa fosse finalizzata principalmente alla vendita di schiavi inglesi all'Irlanda e non impedisse alla chiesa di possedere schiavi.